# Чилийски скален плъх
Чилийският скален плъх (Aconaemys fuscus) е вид бозайник от семейство Лъжливи плъхове (Octodontidae).

## Разпространение и местообитание
Разпространен е в Аржентина и Чили.